# Boschi di Acacia-Baikiaea del Kalahari
I boschi di Acacia-Baikiaea del Kalahari sono un'ecoregione dell'ecozona afrotropicale, definita dal WWF (codice ecoregione: AT0709), che si estende attraverso l'Africa australe, dalla Namibia, attraverso il Botswana, fino allo Zimbabwe e al Sudafrica.

## Territorio
L'ecoregione è situata nel centro dell'Africa australe. L'area più vasta occupa una larga fascia che dalla Namibia settentrionale corre diagonalmente attraverso il Botswana, terminando nel sud-est presso il confine con il Sudafrica. All'interno del Botswana, un'area più piccola si estende verso nord tra il delta dell'Okavango e le distese salate del Makgadigkadi verso il confine del parco nazionale di Chobe per poi dirigersi ad est, penetrando per un breve tratto nello Zimbabwe. A sud, una piccola area dell'ecoregione si estende fino alla provincia del Nord-Ovest del Sudafrica, in un'area chiamata Tuli Block. Confina a nord con i boschi di Baikiaea dello Zambesi e la savana alberata a mopane dello Zambesi, ad ovest con i boschi di mopane angolani, a sud con la savana xerofila del Kalahari e ad est con la boscaglia aperta dell'altopiano sudafricano e i laghi salati del bacino dello Zambesi. Il clima dell'ecoregione è semiarido, con siccità che si presentano in cicli di sette anni. Le precipitazioni, altamente variabili, cadono soprattutto durante i mesi estivi, da ottobre fino a marzo. La maggior parte delle precipitazioni si presenta sotto forma di forti acquazzoni, nel corso dei quali, in poche ore, possono cadere tra i 15 e i 90 mm di pioggia. Queste tempeste stagionali hanno un notevole effetto rigenerante sulla vegetazione. Durante i mesi invernali - da maggio ad agosto - le piogge sono scarse o assenti e non vi sono acque superficiali che possano sostenere la vegetazione. Le precipitazioni annue vanno dai circa 300 mm nel sud-ovest ai 600 mm nel nord, con valori che variano di anno in anno. Le temperature sono quelle tipiche di un clima continentale, con elevate escursioni diurne e stagionali. In giugno e luglio, le temperature possono scendere anche al di sotto dello zero, ma nei mesi estivi possono superare i 40 °C. I valori medi sono di 27-30 °C per le massime, e di 9-12 °C per le minime.

## Flora
La flora varia a seconda della disponibilità d'acqua. La sezione settentrionale, ad ovest del delta dell'Okavango e in Namibia, ha un clima più umido e vi domina la boscaglia di Baikiaea plurijuga con zone di savana arbustiva. Nelle aree di hardveld (regioni caratterizzate da un suolo roccioso tipiche del Botswana) più a sud, il clima si fa più arido e la vegetazione è dominata da specie xerofile di acacia.

## Fauna
La fauna comprende rinoceronti bianchi (Ceratotherium simum) e neri (Diceros bicornis). Sono presenti anche licaoni (Lycaon pictus) ed elefanti (Loxodonta africana). Tra i grandi mammiferi che migrano attraverso la regione vi sono lo gnu striato (Connochaetes taurinus), l'eland (Taurotragus oryx), la zebra comune (Equus quagga), il bufalo cafro (Syncerus caffer) e l'alcelafo rosso (Alcelaphus buselaphus caama). La regione è ricca di avifauna, tra i cui rappresentanti spicca l'endemico buceretto di Bradfield (Lophoceros bradfieldi).

## Conservazione
L'ecoregione è minacciata dalla scarsa ma sempre più numerosa popolazione umana e dall'allevamento del bestiame. Inoltre gli spostamenti annuali dei grandi erbivori sono ora impediti dalle recinzioni installate per evitare epidemie di afta epizootica nel bestiame, con effetti devastanti nei periodi di siccità, dal momento che gli animali selvatici non possono spostarsi su grandi distanze alla ricerca dell'acqua. La caccia grossa è una delle attrattive turistiche della regione, ma la principale minaccia per la fauna selvatica è costituita dal bracconaggio. Tra le aree protette situate entro la regione vi sono la riserva faunistica del Kalahari centrale e il parco nazionale Nxai Pan in Botswana e il parco nazionale di Khaudom in Namibia, ma nell'area meridionale della regione, l'hardveld, le aree protette sono quasi inesistenti. La miniera di diamanti di Orapa sorge proprio al centro dell'ecoregione, ma non presenta una minaccia per la fauna selvatica.